# Marcelo Ríos
Marcelo Ríos, fullständigt namn Marcelo Andrés Ríos Mayorga, född 26 december 1975 i Santiago, Chile, är en chilensk vänsterhänt tidigare professionell tennisspelare. Har haft Peter Lundgren som tränare.

## Tenniskarriär
Ríos började spela tennis som 9-åring i Santiagos Sports Frances Club. 
Ríos vann 1993 juniorsingeltiteln i US Open, och rankades som den främste juniorspelaren i världen det året. Han blev professionell spelare 1994 och vann sin första ATP-titel i singel 1995 (Bologna). Han vann under sin aktiva tävlingskarriär 18 singel- och en dubbeltitlar. Sin högsta ATP-ranking nådde han i mars 1998, han rankades då som världsetta i singel, en position han behöll i totalt sex veckor. I dubbel var han som bäst rankad nummer 141 (2001).
Ríos rankades första gången bland de tio bästa i världen 1996 och 1997 nådde han minst fjärde omgången i alla fyra Grand Slam-turneringar, dock utan att ta någon titel i dessa. Hans bästa säsong blev 1998. Han vann då sju ATP-titlar. Han blev världsetta i mars månad efter att ha besegrat Andre Agassi i finalen i Miami. Han nådde samma säsong sin första och enda GS-final (Australiska öppna), men förlorade denna mot Petr Korda. Karriärens främsta titel vann han det året i grusturneringen Italienska öppna efter finalseger över Albert Costa. Han vann också Grand Slam Cup (se Tennis Masters Cup) genom att i finalen åter besegra Agassi.
Spelsäsongerna 1999 och 2000 blev för Ríos fyllda av skador, han genomgick bland annat flera ljumskoperationer. Trots detta vann han tre titlar 1999 och en titel 2000. Eftersom även de följande åren var fyllda av skador, han hade problem i bland annat ryggen och ljumskarna, föll han i rankinglistorna, och han har sedan 2002 inte vunnit någon ATP-titel. 
Ríos spelade 45 matcher för det chilenska laget i Davis Cup. Han vann 28 av dessa matcher. År 2003 deltog han i Chiles segrande lag i World Team Cup.

## Privatliv
Ríos är sedan 2001 gift med Juliana. Paret, som är bosatt i Santiago, har en dotter, Constanza, född 26 juni 2001.
Ríos uppgav i en intervju i tv-kanalen Chilevisión 2016 att han diagnosticerats med Aspergers syndrom vid två tillfällen i livet; första gången som barn och senare även i samband med en Davis Cup-turnering.